# Skippers Aviation
Skippers Aviation ist eine australische Regionalfluggesellschaft mit Sitz in Perth und Basis auf dem Flughafen Perth. 

## Flugziele
Skippers Aviation bietet Verbindungen innerhalb Western Australias an. Zudem werden Flüge für Bergbaubetreiber, zur Beförderung von Personal, Charter- sowie Such- und Rettungsflüge durchgeführt.

## Flotte

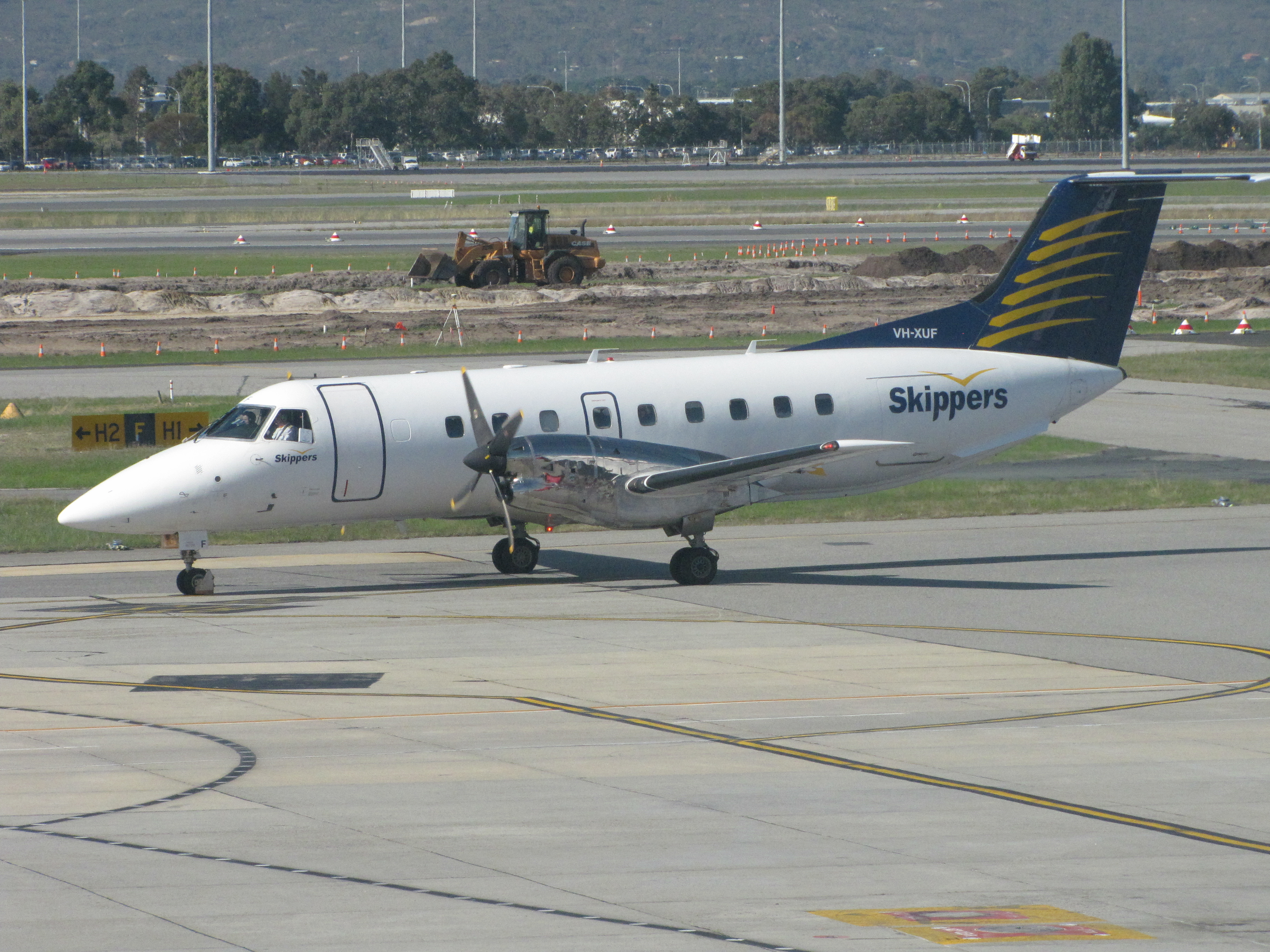
Embraer EMB 120 der Skippers Aviation

Mit Stand Januar 2023 besteht die Flotte der Skippers Aviation besteht aus 31 Flugzeugen:
| Flugzeugtyp                 | Anzahl | Bestellt | Anmerkungen | Sitzplätze |
| --------------------------- | ------ | -------- | ----------- | ---------- |
| De Havilland DHC-8-100      | 04     |          |             | 036        |
| De Havilland DHC-8-300      | 06     |          |             | 050        |
| Cessna 441                  | 06     |          |             | 09         |
| Embraer EMB 120             | 06     |          |             | 030        |
| Fairchild SA227-DC Metro 23 | 07     |          |             | 019        |
| Fokker 100                  | 02     |          |             | 108        |
| Gesamt                      | 31     | –        |             |            |

## Zwischenfälle
- Am 26. Juni 2007 gab es bei einer Embraer EMB 120 (Luftfahrzeugkennzeichen VH-XUE) bei einem Charterflug von der Jundee-Mine kurz nach dem Start Steuerungsprobleme. Grund war der Ausfall des linken Triebwerks wegen eines Treibstoffproblems.[4]